# Make Sure They See My Face
 (décembre 2014).
Make Sure They See My Face (littéralement, assure-toi qu'ils voient mon visage) est le second album du chanteur américain Kenna, sorti en 2007.

## Pistes de l'album
1. Daylight 4:26
2. Out of Control (State of Emotion) 4:03
3. Loose Wires / Blink Radio 4:40
4. Say Goodbye To Love 3:12
5. Sun Red Sky Blue 4:05
6. Baptized In Blacklight 4:08
7. Static 4:50
8. Phantom Always 4:38
9. Face The Gun / Good Luck 5:34
10. Better Wise Up 3:58
11. Be Still 4:05
12. Wide Awake 4:17